# Bombardeo de Durango
Se conoce como bombardeo de Durango  al ataque aéreo realizado por la Aviación Legionaria italiana el 31 de marzo de 1937 sobre la villa vizcaína de Durango en el País Vasco, España. 
Esta acción bélica se encuadró en la ofensiva del Frente Norte que realizaron las tropas denominadas «nacionales» entre marzo y octubre de 1937 en la guerra civil española bajo las órdenes del general Emilio Mola. La villa fue bombardeada y ametrallada, convirtiéndose así en uno de los primeros bombardeos sobre población civil de la historia, según afirman algunos autores.
El ataque fue llevado a cabo por componentes de la 214 escuadrilla del grupo 24 de bombardeos pesados Savoia-Marchetti S.M.81, escoltados por cazas Fiat CR-32. Se realizó en tres pases: el primero a las 8:00 de la mañana, el segundo al comenzar la tarde y el tercero a última hora. En ella murieron entre 248 y 336 personas. «La mayor parte de estos civiles murieron cuando se encontraban asistiendo a los oficios religiosos celebrados a primeras horas de la mañana», entre ellos un sacerdote, que había huido de Asturias, y once monjas de clausura. Junto a los italianos participaron 14 cazas alemanes que despegaron de Logroño, según consta en el diario del Jefe del Estado Mayor y, posteriormente, último comandante de la Legión Cóndor, Wolfram von Richthofen.
Según Paul Preston, «Durango fue el comienzo de los experimentos de Richthofen con los bombardeos del terror, destinados a abatir la moral de la población civil y destruir las comunicaciones por carretera a su paso por los núcleos urbanos», como lo probaría tres semanas después el bombardeo de Guernica.

## Antecedentes

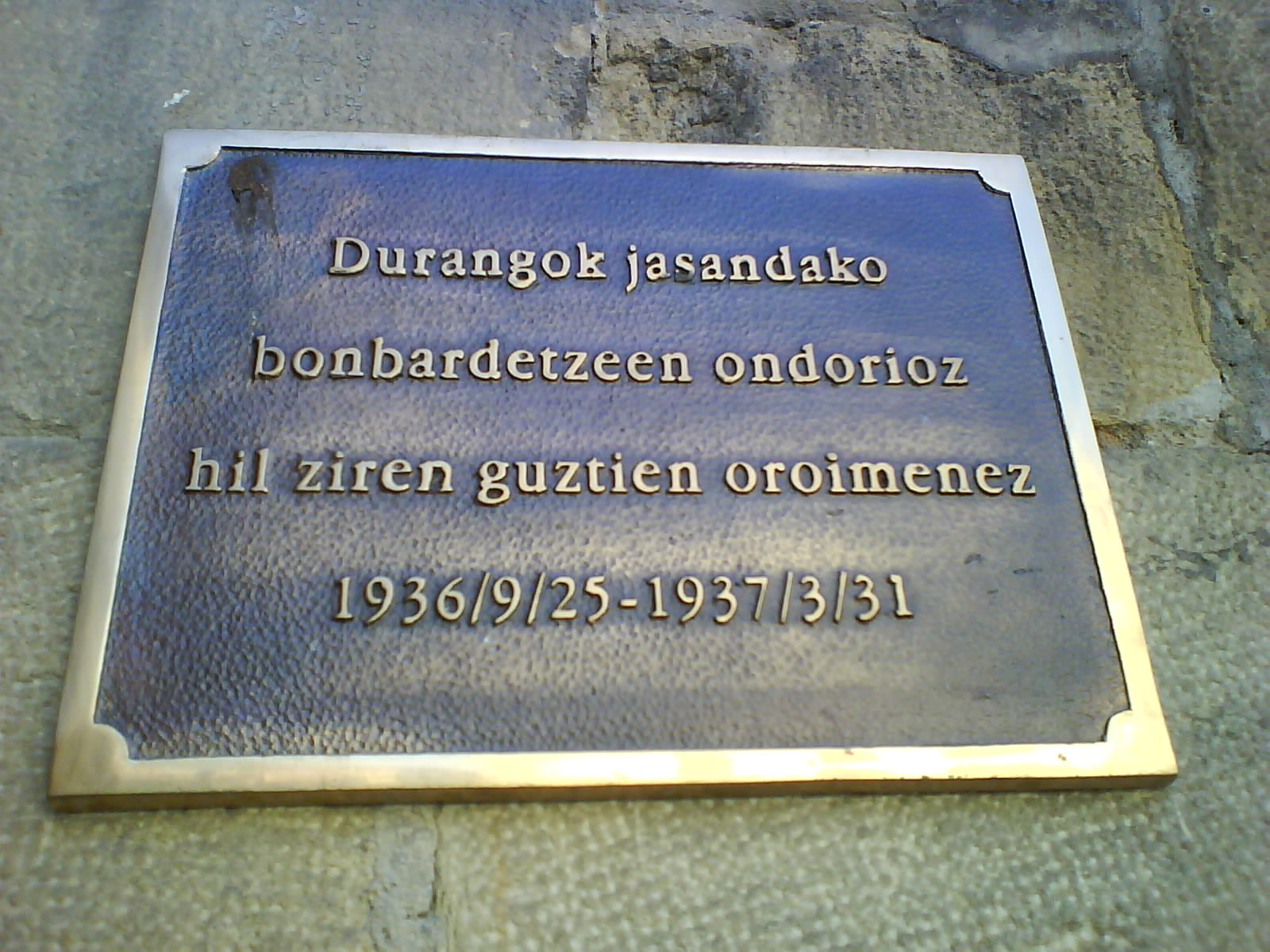
Placa en recuerdo de las víctimas del bombardeo: En recuerdo a todos los que murieron debido a los bombardeos sufridos por Durango

Después del fracaso del golpe de Estado del 18 de julio de 1936 contra el gobierno de la Segunda República Española comenzó una guerra civil que duraría tres años. En el norte de la península ibérica las provincias de Navarra y Álava quedaron bajo el dominio de los golpistas mientras que las marítimas, entre ellas Guipúzcoa y Vizcaya, siguieron fieles al gobierno republicano. 
Las tropas facciosas, en las que se encuadraban destacamentos de requetés navarros, bajo las órdenes del general Mola avanzaron sobre Guipúzcoa por el valle del Bidasoa aislando la frontera francesa del territorio fiel al gobierno republicano. En septiembre de 1936 prácticamente todo la provincia guipuzcoana queda bajo el mando de los facciosos. El frente queda detenido en el valle del río Deva a las puertas de la industriosa ciudad de Éibar.
La línea del frente sigue prácticamente la demarcación fronteriza entre Guipúzcoa y Vizcaya. En la costa la localidad vizcaína de Ondárroa está tomada por los rebeldes mientras que a sus afueras se organiza la resistencia, Berriatúa es republicana y la línea del frente se extiende por el alto de Kalamendi, Kalamua y Akondia, dejando a Éibar en el fondo del valle del Ego defendiendo la república que allí nació cinco años antes. El frente sigue hacia Elgueta y se extetiende, como marcado, por el Camino de los Toldos que une la villa de Elgueta con el puerto de Campázar sobre Vergara y el Udalaitz sobre Mondragón, ambas poblaciones en manos de los fascistas. Al otro lado de las cumbres de los Intxortas se esconde Elorrio donde el mando republicano tiene un cuartel general para la defensa de esta parte de la línea de fuego. Del inexpugnable Udalaitz, por los altos de Memaia y el Besaide, sigue hacia el colado de Zabalandi, Urquiola y el Saibi.
La defensa estaba encargada a diferentes organizaciones políticas y obreras, en los Intxortas estaban los gudaris de los batallones del PNV (Batallón Sabino Arana junto a las compañías del Euzko Gudarostea, Arratia y Padura) a su lado los Hermanos Proletarios que defendían el puerto de Campázar y daban el relevo a la CNT que tenía al batallón Isaac Puente y al Malatesta ubicados en el Udalaitz y la compañía Zabalbide de Izquierda Republicana, hacia la costa estaban los milicianos comunistas y socialistas de PCE y de la UGT.
En la primavera de 1937 y ante la imposibilidad de la toma de Madrid, el alto mando golpista decide activar el Frente Norte para acabar de tomar lo que queda de la cornisa cantábrica. El general Emilio Mola hace unas declaraciones en las que afirma que arrasaría Vizcaya. El 31 de marzo comienzan las acciones de combate y en abril los facciosos avanzan por tierras vizcaínas camino a Bilbao, importante plaza, en la que entran el 19 de junio. En este contexto se produce el bombardeo de Durango y posteriormente el de Guernica.
Al comienzo de la contienda se produjo el incidente de Ochandiano donde se realizó un ataque aéreo sobre la población. También se realizaron algunos ataques sobre Irún y San Sebastián pero lejos de los producidos en Durango y Guernica.
El 22 de julio de 1936, uno o varios Breguet 19 sublevados que despegaron de la base de Logroño bombardearon Ochandiano (Vizcaya) donde se habían concentrado fuerzas leales y milicianos. Hubo alrededor de 40 muertos, muchos de ellos civiles, incluidos mujeres y niños. Según un periódico republicano de Bilbao el objetivo había sido «sembrar el terror».

### Durango en 1936

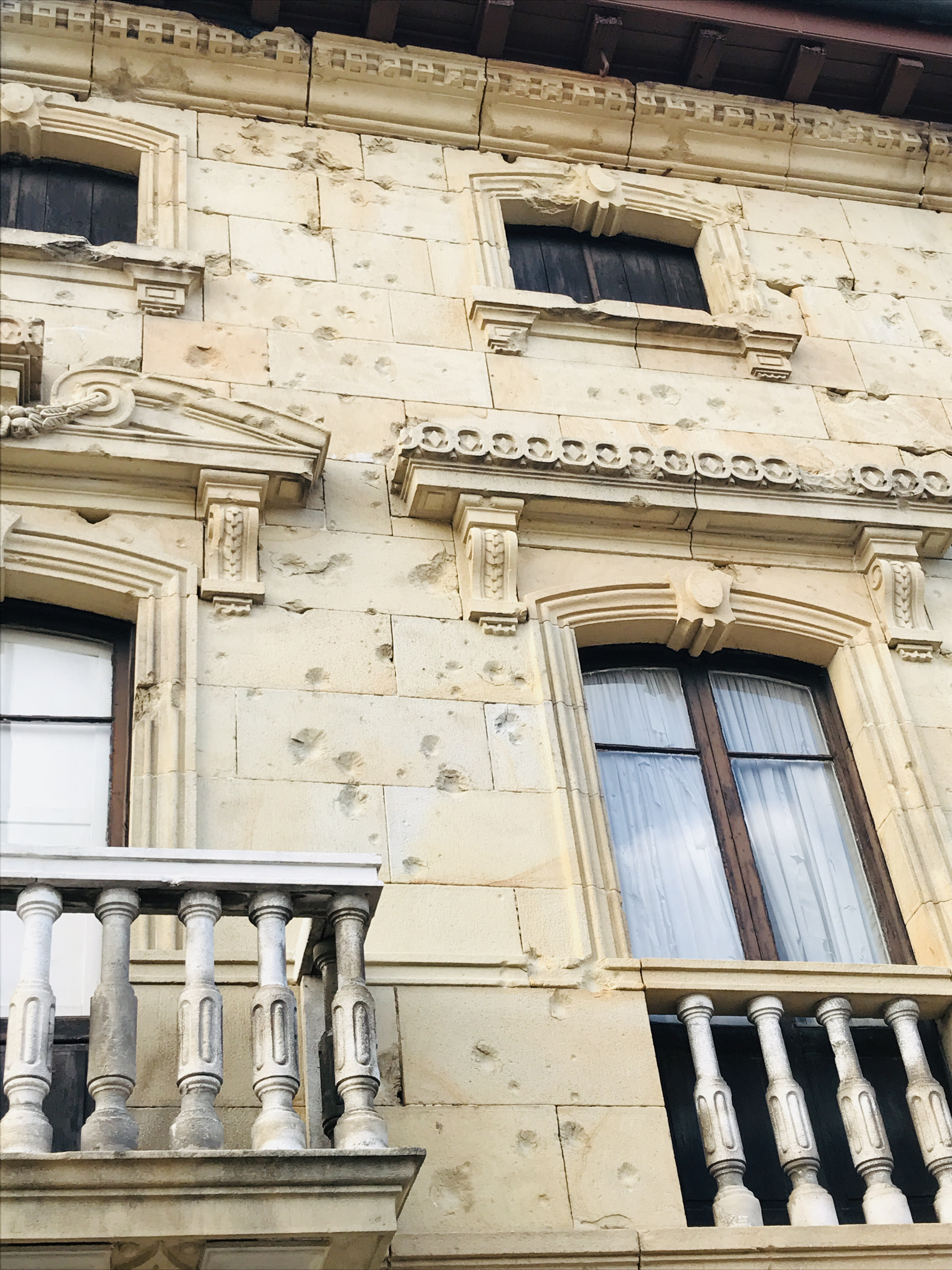
Huellas de metralla debida a las bombas en una casa de la calle Kurutziaga

La villa de Durango contaba en el año 1936 con una población de 8.797 habitantes. Políticamente era una población tradicionalista como refleja la composición de su ayuntamiento en aquellas fechas. De los 13 ediles que componían la corporación municipal duranguesa, 8 eran carlistas, 3 del Partido Nacionalista Vasco y 2 del Frente Popular, el alcalde era el carlista Adolfo Uribasterra.

## El bombardeo
Los aviones Savoia-Marchetti S.M.81, pertenecientes a la 214 escuadrilla del grupo 24 de bombardeo pesado de la aviación fascista italiana, dejan caer sobre la población 80 bombas de 50 kg cada una de ellas. Tanto la iglesia de Santa María como la del colegio de Jesuitas son destruidas al igual que el cercano convento de Santa Susana. Tras las bombas los cazas van realizando ametrallamientos sobre la población.
El día 31 de marzo de 1937 a las 7:00 horas salen del aeródromo de Soria 9 aviones, pertenecientes a la 213 y 214 escuadrillas del grupo 24 de bombardeo pesado Savoia 21 (S-81) de la aviación fascista italiana. A las 8:00 horas del aeródromo de Logroño despegan 18 cazas Fiat CR.32 que se reúnen con los bombarderos en cielo riojano dirigiéndose en formación hacia el valle vizcaíno del Ibaizabal. 
Los cinco aparatos de la escuadrilla 213 comandados por Vittorio Cannaviello toman rumbo a la villa de Elorrio mientras que los otros cuatro aparatos de la 214 al mando de Gildo Simiri se dirigen a Durango. 
A las 8:30 de la mañana aparecen por el horizonte de la villa vizcaína cuatro bombarderos y nueve cazas. Aparecen sobre la parte de Abadiano y son vistos por el puesto de vigía y alarma sito en el campanario de la iglesia de Santa Ana los cuales dan la alarma. Las incursiones de la aviación facciosa eran habituales y normalmente tenían como objetivo la inspección del frente y la retaguardia así como la distribución de propaganda bélica, por ese motivo la población no presta demasiada atención a las campanas que alertan del peligro de ataque aéreo. La insistencia en el toque de alarma produce que muchos durangueses busquen refugio.
El ataque comienza sobre el barrio de Kurutziaga, manteniendo el sol a las espaldas de los aviones. Los edificios numerados del 34 al 40 son totalmente destruidos. La Cruz de Kurutziaga es dañada y también resulta bombardeada la iglesia del colegio San José de los Jesuitas donde Rafael Villalabeitia estaba celebrando misa. En este templo se producen más de cincuenta bajas, mayoritariamente de civiles.
En la iglesia parroquial de Santa María, el párroco Carlos Morilla celebraba también la eucaristía mientras que en el gran pórtico exterior se había abierto el mercado. En Santa María murieron numerosos civiles junto a su párroco. El convento de Santa Susana también resulta afectado, causando las bombas en él la muerte de 11 monjas. Tras el bombardeo los cazas de escolta realizaron ametrallamientos de la población.
Los bombarderos volaban a una altitud de 1.500 metros y los cazas a 400 metros. Se realizaron fotografías panorámicas y panimétricas del resultado de la acción. A las 11:00 horas volvieron a aparecer aviones sobre Durango sin que realizaran ningún ataque.
A las 17:45 de ese mismo día, cuando ya estaban en marcha las labores de auxilio y rescate de la acción de la mañana, aparecen 8 bombarderos y 15 cazas que realizan un ataque sobre la diagonal que se forma entre el cementerio, donde se estaban llevando a cabo las labores de identificación de cadáveres, y la calle Zeharkalea, centro del casco urbano hasta las instalaciones ferroviarias. Los bombarderos lanzan 22 bombas de 100 kg y 54 de 50 kg mientras que los cazas realizan ametrallamientos sobre la ciudadanía. Durango, al no estar sobre el frente de combate, carecía de defensa antiaérea. 
Los días 2 y 4 de abril se vuelven a realizar bombardeos sobre Durango. El día 2 en presencia de una comisión internacional, compuesta por ingleses y franceses, que estudiaba los daños causados el 31 de marzo.
Se calcula que se arrojaron en Durango 281 bombas completando un total de 14.840 kilos de explosivos. Las víctimas mortales fueron 336, resultaron afectados 305 edificios y de ellos 71 fueron totalmente destruidos.
El 21 de abril las tropas fascistas suben por Aramayona y Ochandiano tomando el Tellamendi y rompiendo el frente a la altura de Zabalandi. Elgueta había caído el día anterior. Éibar es tomada el 26 de abril. 
El día 27 de abril se combate a las puertas de Durango por su lado este. Los ataques están formados por batallones de requetés y se extienden por la parte norte, de tal forma que se pretende aislar la población. Las tropas de defensa se retiran hacia Bilbao e intentan poner una línea de fuego en el barrio de Berna, ya a las afueras de Iurreta. Quedan en Durango algunos milicianos emboscados en los edificios que hacen frente a los tradicionalistas del Tercio de Montejurra que toman la villa el 28 de abril.
El 29 de julio se constituye el nuevo ayuntamiento nombrando alcalde a Adolfo Uribasterra que sustituye a Ramón Oralde que había ejercido esas funciones desde la entrada de los alzados contra la legitimidad republicana en la población.

## Las consecuencias
Josep María Solé i Sabaté y Joan Villarroya describen así como quedó Durango tras el bombardeo: 

Durango quedó humeante y llena de escombros. En cuanto a las víctimas del bombardeo, fueron mayoritariamente civiles, y su número pasó de las 250. La mayor parte de estos civiles murieron cuando se encontraban asistiendo a los oficios religiosos celebrados a primeras horas de la mañana. La iglesia de los jesuitas, la de Santa María y la capilla del convento de Santa Susana fueron dañadas gravemente. En la de Santa María, el padre Carlos Morilla murió por efecto de una bomba que estalló en el momento que alzaba el cáliz. Este sacerdote se había refugiado en Vizcaya procedente de Asturias, huyendo de la persecución religiosa. En la capilla de Santa Susana murieron once monjas de clausura (algunas fuentes hablan de catorce) de la orden agustina. La intensidad del ataque y el número de muertos que ocasionó no tenían precedentes hasta ese momento.

 La propaganda del bando sublevado achacó la destrucción de las iglesias y conventos a los extremistas de izquierda del propio bando republicano.
El bombardeo desencadenó una oleada de manifestaciones de rechazo, entre ellas la del lehendakari del gobierno vasco José Antonio Aguirre. El cónsul británico en Bilbao, que visitó Durango tras el bombardeo, afirmó que el ataque «supera de mucho por su saña y encono, a los bombardeos que él había contemplado durante la Gran Guerra».
El jefe del estado mayor de la Legión Cóndor Wolfram von Richthofen visitó Durango un mes después del bombardeo y describió lo que vio:

30 de abril de 1937. (...) Se sigue hacia Durango. Pequeña y bonita ciudad, con hermosos palacios de nobles. Tras un doble bombardeo de los italianos tiene un aspecto horrible. Es como si las bombas hubiesen buscado precisamente las iglesias. El gran templo, en el cual en ese justo momento se celebraba misa mayor, recibió un mínimo de seis bombas; una iglesia conventual (convento que es cierto que era un cuartel rojo) [sic], cuatro al menos. Sólo están en pie los muros. En el templo mayor hubo muchos (se dice que más de 150) muertos. Por razones de propaganda, los rojos no han desescombrado absolutamente nada

Cuatro días después del bombardeo el general Franco recibió al embajador italiano Roberto Cantalupo ante el que justificó la brutalidad empleada. «Tal vez otros piensen que cuando mis aviones bombardean las ciudades rojas estoy haciendo una guerra como cualquier otra, pero no es así», le dijo. «Debemos llevar a cabo la tarea, por fuerza lenta, de redimir y pacificar, sin la cual, la ocupación militar sería en gran medida inútil. No estoy interesado en el territorio, sino en los habitantes. La reconquista del territorio es el medio, la redención de los habitantes es el fin», concluyó.